# شپونهایم
شپونهایم (به آلمانی: Sponheim) یک شهر در آلمان است که در باد کرویتسناخ واقع شده‌است. شپونهایم ۸۷۱ نفر جمعیت دارد.